# Göteborgs Mössfabriks AB

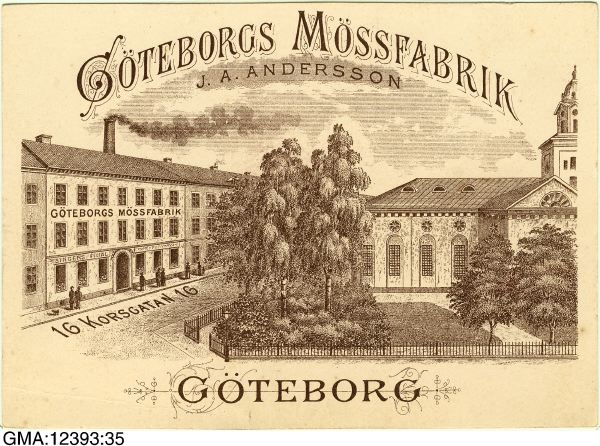
Reklamkort från tidigt 1900-tal för Göteborgs Mössfabrik när den låg vid Korsgatan nära Domkyrkan i Göteborg. Bildsamlingen vid Göteborgs stadsmuseum.

Göteborgs Mössfabriks AB var ett företag som tillverkade mössor och hattar i Göteborg. Företaget grundades i Uddevalla år 1877 och flyttade till Göteborg år 1892.

## Historia
Göteborgs Mössfabriks Aktiebolag grundades som firma J. A. Andersson & Co i Uddevalla år 1877. Sedan företaget vuxit flyttades det år 1892 till Göteborg och firmanamnet ändrades till Göteborgs Mössfabrik. Lokalerna låg vid Korsgatan 16 intill Domkyrkan.
År 1903 flyttades verksamheten till en egen fastighet vid Kyrkogatan 60.
Firman ombildades till aktiebolag år 1909 och J. A. Andersson var verkställande direktör under åren 1909 fram till sin död år 1928. Han efterträddes av sonen J. A. Björnbom.
På 1930-talet sysselsatte fabriken ett femtiotal arbetare och omsatte cirka en halv miljon kronor. Företaget tillverkade främst civila mössor och hattar, men även uniformsmössor.